# Kim Young-gwon
Kim Young-gwon (김영권?, 金英權?; Jeonju, 27 febbraio 1990) è un calciatore sudcoreano, difensore dell'Ulsan HD e della nazionale sudcoreana.

## Caratteristiche tecniche
Ricopre la posizione di difensore centrale nella quale si adopera per marcare l'avversario che ha il possesso palla, altre volte li ostacola anche quando sono direttamente in fase di tiro. Le abilità di Young-gwon non sono coercibili al solo ruolo difensivo, infatti quando è necessario si adopera anche in attacco, riesce a segnar dei gol calciando la palla principalmente con il mancino, essendo il sinistro il suo piede forte.

## Carriera

### Club

#### FC Tokyo e Omiya Ardija
La sua carriera nel professionismo inizia in Giappone, nel 2010 vestendo la maglia dell'FC Tokyo debuttando nella J1 League il 20 marzo 2010 nel pareggio a reti inviolate (0-0) con il Cerezo Osaka. Il 6 giugno dello stesso anno segna la sua unica rete per la squadra, con il gol del 1-0 con cui vince battendo il Kyoto Sanga nella Coppa del Giappone. Successivamente gioca per la squadra dell'Omiya Ardija, nel periodo in cui ha militato nel club ha segnato un solo gol, nell'edizione 2012 della Coppa J. League pareggiando per 1-1 contro il Consadole Sapporo.

#### Guangzhou e Gamba Osaka
Nel 2012 si trasferisce in Cina giocando con la squadra del Guangzhou vincendo per 6 edizioni del campionato cinese, 2 edizioni della Coppa della Cina e 3 edizioni della Supercoppa di Cina, oltre a conquistare per ben due volte il campionato continentale, le edizioni 2013 e 2015. Giocando nella squadra ha segnato in tutti 3 reti, le prime due nel 2013 vincendo per 6-1 contro il Changchun Yatai e per 3-1 contro il Qingdao Jonoon, il suo ultimo gol lo segna nel 2014 sconfiggendo per 4-2 il Dalian Aerbin. Ha giocato con il Gamba Osaka per tre stagione, periodo in cui ha segnato una sola rete, il 28 aprile 2019 perdendo per 2-1 contro il Vegalta Sendai.

#### Ulsan Hyundai
A partire dal 2022 inizia a giocare per il club sudcoreano dell'Ulsan Hyundai.

### Nazionale
Ha giocato con la Nazionale Under-20 della Corea del Sud, prendendo parte al mondiale di categoria Egitto 2009 dove segna un gol battendo per 3-0 gli Stati Uniti.
Dal 2010 milita in nazionale maggiore, nell'amichevole vinta per 2-1 contro la Nigeria, sempre con lo stesso risultato vince in un'altra amichevole contro la Serbia dove Young-gwon segna il suo primo gol in nazionale.
Ha poi disputato con la selezione sudcoreana i Mondiali 2014 in Brasile e quelli del 2018 in Russia, oltre alla Coppa d'Asia 2015 in Australia, partendo nell'11 titolare della squadra in tutte e 3 le competizioni; si è anche distinto per due gol importanti, segnati rispettivamente nella Coppa d'Asia 2015, in cui nella semifinale vinta per 2-0 contro l'Iraq ha siglato il secondo gol della sua squadra, mentre ai Mondiali 2018 ha segnato il gol del provvisorio 1-0 nella clamorosa vittoria per 2-0 ai gironi (seppur inutile ai fini del passaggio del turno vista l'eliminazione degli asiatici) contro la Germania all'epoca campione del mondo in carica.
Convocato anche per i Mondiali 2022, Kim va a segno nel successo per 2-1 ai gironi contro il Portogallo, che consente agli asiatici di qualificarsi agli ottavi, in cui la Corea del Sud affronta il Brasile; la sfida finisce 4-1 per i brasiliani, ma nell'occasione Kim disputa comunque la sua centesima partita con la nazionale.
Viene convocato nel 2024 per partecipare alla Coppa d'Asia, negli ottavi di finale la Corea del Sud pareggia per 1-1 contro l'Arabia Saudita ma ai rigori prevale per 4-2, Young-gwon è tra i calciatore che segna dal dischetto.

## Statistiche

### Presenze e reti nei club
Statistiche aggiornate al 4 luglio 2019.
| Stagione                    | Squadra                     | Campionato                  | Campionato | Campionato | Coppe nazionali | Coppe nazionali | Coppe nazionali | Coppe continentali | Coppe continentali | Coppe continentali | Altre coppe | Altre coppe | Altre coppe | Totale | Totale |
| Stagione                    | Squadra                     | Comp                        | Pres       | Reti       | Comp            | Pres            | Reti            | Comp               | Pres               | Reti               | Comp        | Pres        | Reti        | Pres   | Reti   |
| --------------------------- | --------------------------- | --------------------------- | ---------- | ---------- | --------------- | --------------- | --------------- | ------------------ | ------------------ | ------------------ | ----------- | ----------- | ----------- | ------ | ------ |
| 2010                        | FC Tokyo                    | J1                          | 23         | 0          | CI+CdL          | 2+6             | 0+1             | -                  | -                  | -                  | SBC         | 1           | 0           | 32     | 1      |
| 2011                        | Omiya Ardija                | J1                          | 27         | 0          | CI+CdL          | 0+2             | 0+0             | -                  | -                  | -                  | -           | -           | -           | 29     | 0      |
| mar.-giu. 2012              | Omiya Ardija                | J1                          | 13         | 0          | CI+CdL          | 0+3             | 0+1             | -                  | -                  | -                  | -           | -           | -           | 16     | 1      |
| Totale Omiya Ardija         | Totale Omiya Ardija         | Totale Omiya Ardija         | 40         | 0          |                 | 5               | 1               |                    | -                  | -                  |             | -           | -           | 45     | 1      |
| lug.-dic. 2012              | Guangzhou Evergrande        | CSL                         | 7          | 0          | CC              | 4               | 0               | ACL                | 2                  | 0                  | SC          | -           | -           | 13     | 0      |
| 2013                        | Guangzhou Evergrande        | CSL                         | 26         | 2          | CC              | 4               | 0               | ACL                | 14                 | 0                  | SC+Cmc      | 1+3         | 0+0         | 48     | 2      |
| 2014                        | Guangzhou Evergrande        | CSL                         | 16         | 1          | CC              | 0               | 0               | ACL                | 9                  | 0                  | SC          | 0           | 0           | 25     | 1      |
| 2015                        | Guangzhou Evergrande        | CSL                         | 18         | 0          | CC              | 0               | 0               | ACL                | 11                 | 0                  | SC+Cmc      | 0+3         | 0+0         | 32     | 0      |
| 2016                        | Guangzhou Evergrande        | CSL                         | 15         | 0          | CC              | 2               | 0               | ACL                | 4                  | 0                  | SC          | 1           | 0           | 22     | 0      |
| 2017                        | Guangzhou Evergrande        | CSL                         | 4          | 0          | CC              | 5               | 0               | ACL                | 2                  | 0                  | SC          | 0           | 0           | 11     | 0      |
| 2018                        | Guangzhou Evergrande        | CSL                         | 5          | 0          | CC              | 0               | 0               | ACL                | 8                  | 0                  | SC          | 0           | 0           | 13     | 0      |
| Totale Guangzhou Evergrande | Totale Guangzhou Evergrande | Totale Guangzhou Evergrande | 91         | 3          |                 | 15              | 0               |                    | 50                 | 0                  |             | 8           | 0           | 156    | 3      |
| 2019                        | Gamba Osaka                 | J1                          | 32         | 1          | CI+CdL          | 0+3             | 0+0             | -                  | -                  | -                  | -           | -           | -           | 35     | 1      |
| 2020                        | Gamba Osaka                 | J1                          | 28         | 0          | CI+CdL          | 2+1             | 0+0             | -                  | -                  | -                  | -           | -           | -           | 31     | 0      |
| 2021                        | Gamba Osaka                 | J1                          | 16         | 0          | CI+CdL          | 0+0             | 0+0             | ACL                | 4                  | 0                  | -           | -           | -           | 20     | 0      |
| Totale Gamba Osaka          | Totale Gamba Osaka          | Totale Gamba Osaka          | 66         | 1          |                 | 6               | 0               |                    | 4                  | 0                  |             | -           | -           | 76     | 1      |
| 2022                        | Ulsan HD                    | K1                          | 36         | 0          | CCS             | 0               | 0               | ACL                | 5                  | 0                  | -           | -           | -           | 41     | 0      |
| 2023                        | Ulsan HD                    | K1                          | 32         | 1          | CCS             | 1               | 0               | ACL                | 5                  | 0                  | -           | -           | -           | 38     | 1      |
| Totale Ulsan Hyundai        | Totale Ulsan Hyundai        | Totale Ulsan Hyundai        | 68         | 1          |                 | 1               | 0               |                    | 10                 | 0                  |             | -           | -           | 79     | 1      |
| Totale carriera             | Totale carriera             | Totale carriera             | 298        | 5          |                 | 35              | 2               |                    | 64                 | 0                  |             | 9           | 0           | 406    | 7      |

### Cronologia presenze e reti in nazionale
| Cronologia completa delle presenze e delle reti in nazionale ― Corea del Sud | Cronologia completa delle presenze e delle reti in nazionale ― Corea del Sud | Cronologia completa delle presenze e delle reti in nazionale ― Corea del Sud | Cronologia completa delle presenze e delle reti in nazionale ― Corea del Sud | Cronologia completa delle presenze e delle reti in nazionale ― Corea del Sud | Cronologia completa delle presenze e delle reti in nazionale ― Corea del Sud | Cronologia completa delle presenze e delle reti in nazionale ― Corea del Sud | Cronologia completa delle presenze e delle reti in nazionale ― Corea del Sud |
| Data                                                                         | Città                                                                        | In casa                                                                      | Risultato                                                                    | Ospiti                                                                       | Competizione                                                                 | Reti                                                                         | Note                                                                         |
| ---------------------------------------------------------------------------- | ---------------------------------------------------------------------------- | ---------------------------------------------------------------------------- | ---------------------------------------------------------------------------- | ---------------------------------------------------------------------------- | ---------------------------------------------------------------------------- | ---------------------------------------------------------------------------- | ---------------------------------------------------------------------------- |
| 11-8-2010                                                                    | Suwon                                                                        | Corea del Sud                                                                | 2 – 1                                                                        | Nigeria                                                                      | Amichevole                                                                   | -                                                                            |                                                                              |
| 7-9-2010                                                                     | Seul                                                                         | Corea del Sud                                                                | 0 – 1                                                                        | Iran                                                                         | Amichevole                                                                   | -                                                                            |                                                                              |
| 25-3-2011                                                                    | Seul                                                                         | Corea del Sud                                                                | 4 – 0                                                                        | Honduras                                                                     | Amichevole                                                                   | -                                                                            | 64’                                                                          |
| 3-6-2011                                                                     | Seul                                                                         | Corea del Sud                                                                | 2 – 1                                                                        | Serbia                                                                       | Amichevole                                                                   | 1                                                                            |                                                                              |
| 7-6-2011                                                                     | Jeonju                                                                       | Corea del Sud                                                                | 2 – 1                                                                        | Ghana                                                                        | Amichevole                                                                   | -                                                                            | 89’                                                                          |
| 10-8-2011                                                                    | Sapporo                                                                      | Giappone                                                                     | 3 – 0                                                                        | Corea del Sud                                                                | Amichevole                                                                   | -                                                                            | 25’                                                                          |
| 11-10-2011                                                                   | Seul                                                                         | Corea del Sud                                                                | 2 – 1                                                                        | Emirati Arabi Uniti                                                          | Qual. Mondiali 2014                                                          | -                                                                            |                                                                              |
| 14-11-2012                                                                   | Hwaseong                                                                     | Corea del Sud                                                                | 1 – 2                                                                        | Australia                                                                    | Amichevole                                                                   | -                                                                            | 46’                                                                          |
| 11-6-2013                                                                    | Seul                                                                         | Corea del Sud                                                                | 1 – 0                                                                        | Uzbekistan                                                                   | Qual. Mondiali 2014                                                          | -                                                                            |                                                                              |
| 18-6-2013                                                                    | Ulsan                                                                        | Corea del Sud                                                                | 0 – 1                                                                        | Iran                                                                         | Qual. Mondiali 2014                                                          | -                                                                            |                                                                              |
| 20-7-2013                                                                    | Seul                                                                         | Corea del Sud                                                                | 0 – 0                                                                        | Australia                                                                    | Coppa dell'Asia orientale 2013                                               | -                                                                            |                                                                              |
| 28-7-2013                                                                    | Seul                                                                         | Corea del Sud                                                                | 1 – 2                                                                        | Giappone                                                                     | Coppa dell'Asia orientale 2013                                               | -                                                                            |                                                                              |
| 6-9-2013                                                                     | Incheon                                                                      | Corea del Sud                                                                | 4 – 1                                                                        | Haiti                                                                        | Amichevole                                                                   | -                                                                            |                                                                              |
| 10-9-2013                                                                    | Jeonju                                                                       | Corea del Sud                                                                | 1 – 2                                                                        | Croazia                                                                      | Amichevole                                                                   | -                                                                            |                                                                              |
| 12-10-2013                                                                   | Seul                                                                         | Corea del Sud                                                                | 0 – 2                                                                        | Brasile                                                                      | Amichevole                                                                   | -                                                                            |                                                                              |
| 15-10-2013                                                                   | Cheonan                                                                      | Corea del Sud                                                                | 3 – 1                                                                        | Mali                                                                         | Amichevole                                                                   | -                                                                            |                                                                              |
| 15-11-2013                                                                   | Seul                                                                         | Corea del Sud                                                                | 2 – 1                                                                        | Svizzera                                                                     | Amichevole                                                                   | -                                                                            |                                                                              |
| 19-11-2013                                                                   | Dubai                                                                        | Russia                                                                       | 2 – 1                                                                        | Corea del Sud                                                                | Amichevole                                                                   | -                                                                            |                                                                              |
| 5-3-2014                                                                     | Atene                                                                        | Grecia                                                                       | 0 – 2                                                                        | Corea del Sud                                                                | Amichevole                                                                   | -                                                                            |                                                                              |
| 28-5-2014                                                                    | Seul                                                                         | Corea del Sud                                                                | 0 – 1                                                                        | Tunisia                                                                      | Amichevole                                                                   | -                                                                            |                                                                              |
| 10-6-2014                                                                    | Miami Gardens                                                                | Ghana                                                                        | 4 – 0                                                                        | Corea del Sud                                                                | Amichevole                                                                   | -                                                                            |                                                                              |
| 17-6-2014                                                                    | Cuiabá                                                                       | Russia                                                                       | 1 – 1                                                                        | Corea del Sud                                                                | Mondiali 2014 - 1º turno                                                     | -                                                                            |                                                                              |
| 22-6-2014                                                                    | Porto Alegre                                                                 | Corea del Sud                                                                | 2 – 4                                                                        | Algeria                                                                      | Mondiali 2014 - 1º turno                                                     | -                                                                            |                                                                              |
| 26-6-2014                                                                    | San Paolo                                                                    | Corea del Sud                                                                | 0 – 1                                                                        | Belgio                                                                       | Mondiali 2014 - 1º turno                                                     | -                                                                            |                                                                              |
| 5-9-2014                                                                     | Bucheon                                                                      | Corea del Sud                                                                | 3 – 1                                                                        | Venezuela                                                                    | Amichevole                                                                   | -                                                                            |                                                                              |
| 8-9-2014                                                                     | Goyang                                                                       | Corea del Sud                                                                | 0 – 1                                                                        | Uruguay                                                                      | Amichevole                                                                   | -                                                                            |                                                                              |
| 10-10-2014                                                                   | Cheonan                                                                      | Corea del Sud                                                                | 2 – 0                                                                        | Paraguay                                                                     | Amichevole                                                                   | -                                                                            | 90’                                                                          |
| 14-10-2014                                                                   | Seul                                                                         | Corea del Sud                                                                | 1 – 3                                                                        | Costa Rica                                                                   | Amichevole                                                                   | -                                                                            |                                                                              |
| 14-11-2014                                                                   | Amman                                                                        | Giordania                                                                    | 0 – 1                                                                        | Corea del Sud                                                                | Amichevole                                                                   | -                                                                            |                                                                              |
| 13-1-2015                                                                    | Canberra                                                                     | Kuwait                                                                       | 0 – 1                                                                        | Corea del Sud                                                                | Coppa d'Asia 2015 - 1º turno                                                 | -                                                                            |                                                                              |
| 17-1-2015                                                                    | Brisbane                                                                     | Australia                                                                    | 0 – 1                                                                        | Corea del Sud                                                                | Coppa d'Asia 2015 - 1º turno                                                 | -                                                                            |                                                                              |
| 22-1-2015                                                                    | Melbourne                                                                    | Corea del Sud                                                                | 2 – 0                                                                        | Uzbekistan                                                                   | Coppa d'Asia 2015 - Quarti di finale                                         | -                                                                            |                                                                              |
| 26-1-2015                                                                    | Sydney                                                                       | Corea del Sud                                                                | 2 – 0                                                                        | Iraq                                                                         | Coppa d'Asia 2015 - Semifinale                                               | 1                                                                            |                                                                              |
| 31-1-2015                                                                    | Sydney                                                                       | Corea del Sud                                                                | 1 – 2 dts                                                                    | Australia                                                                    | Coppa d'Asia 2015 - Finale                                                   | -                                                                            |                                                                              |
| 31-3-2015                                                                    | Seul                                                                         | Corea del Sud                                                                | 1 – 0                                                                        | Nuova Zelanda                                                                | Amichevole                                                                   | -                                                                            |                                                                              |
| 2-8-2015                                                                     | Wuhan                                                                        | Cina                                                                         | 0 – 2                                                                        | Corea del Sud                                                                | Coppa dell'Asia orientale 2015                                               | -                                                                            | cap.                                                                         |
| 5-8-2015                                                                     | Wuhan                                                                        | Giappone                                                                     | 1 – 1                                                                        | Corea del Sud                                                                | Coppa dell'Asia orientale 2015                                               | -                                                                            | cap.                                                                         |
| 9-8-2015                                                                     | Wuhan                                                                        | Corea del Sud                                                                | 0 – 0                                                                        | Corea del Nord                                                               | Coppa dell'Asia orientale 2015                                               | -                                                                            | cap.                                                                         |
| 3-9-2015                                                                     | Hwaseong                                                                     | Corea del Sud                                                                | 8 – 0                                                                        | Laos                                                                         | Qual. Mondiali 2018                                                          | -                                                                            |                                                                              |
| 8-9-2015                                                                     | Sidone                                                                       | Libano                                                                       | 0 – 3                                                                        | Corea del Sud                                                                | Qual. Mondiali 2018                                                          | -                                                                            |                                                                              |
| 8-10-2015                                                                    | Al Kuwait                                                                    | Kuwait                                                                       | 0 – 1                                                                        | Corea del Sud                                                                | Qual. Mondiali 2018                                                          | -                                                                            | 47’                                                                          |
| 12-11-2015                                                                   | Suwon                                                                        | Corea del Sud                                                                | 4 – 0                                                                        | Birmania                                                                     | Qual. Mondiali 2018                                                          | -                                                                            |                                                                              |
| 17-11-2015                                                                   | Vientiane                                                                    | Laos                                                                         | 0 – 5                                                                        | Corea del Sud                                                                | Qual. Mondiali 2018                                                          | -                                                                            | 76’ 81’                                                                      |
| 27-3-2016                                                                    | Bangkok                                                                      | Thailandia                                                                   | 0 – 1                                                                        | Corea del Sud                                                                | Amichevole                                                                   | -                                                                            | 46’                                                                          |
| 6-9-2016                                                                     | Seremban                                                                     | Siria                                                                        | 0 – 0                                                                        | Corea del Sud                                                                | Qual. Mondiali 2018                                                          | -                                                                            | 4’                                                                           |
| 31-8-2017                                                                    | Seul                                                                         | Corea del Sud                                                                | 0 – 0                                                                        | Iran                                                                         | Qual. Mondiali 2018                                                          | -                                                                            | cap.                                                                         |
| 5-9-2017                                                                     | Tashkent                                                                     | Uzbekistan                                                                   | 0 – 0                                                                        | Corea del Sud                                                                | Qual. Mondiali 2018                                                          | -                                                                            |                                                                              |
| 7-10-2017                                                                    | Mosca                                                                        | Russia                                                                       | 4 – 2                                                                        | Corea del Sud                                                                | Amichevole                                                                   | -                                                                            | 64’                                                                          |
| 14-11-2017                                                                   | Ulsan                                                                        | Corea del Sud                                                                | 1 – 1                                                                        | Serbia                                                                       | Amichevole                                                                   | -                                                                            |                                                                              |
| 27-1-2018                                                                    | Aksu                                                                         | Corea del Sud                                                                | 1 – 0                                                                        | Moldavia                                                                     | Amichevole                                                                   | -                                                                            | 46’                                                                          |
| 28-5-2018                                                                    | Taegu                                                                        | Corea del Sud                                                                | 2 – 0                                                                        | Honduras                                                                     | Amichevole                                                                   | -                                                                            |                                                                              |
| 7-6-2018                                                                     | Innsbruck                                                                    | Corea del Sud                                                                | 0 – 0                                                                        | Bolivia                                                                      | Amichevole                                                                   | -                                                                            |                                                                              |
| 11-6-2018                                                                    | Grödig                                                                       | Senegal                                                                      | 2 – 0                                                                        | Corea del Sud                                                                | Amichevole                                                                   | -                                                                            |                                                                              |
| 18-6-2018                                                                    | Nižnij Novgorod                                                              | Svezia                                                                       | 1 – 0                                                                        | Corea del Sud                                                                | Mondiali 2018 - 1º turno                                                     | -                                                                            |                                                                              |
| 23-6-2018                                                                    | Rostov                                                                       | Corea del Sud                                                                | 1 – 2                                                                        | Messico                                                                      | Mondiali 2018 - 1º turno                                                     | -                                                                            | 28’                                                                          |
| 27-6-2018                                                                    | Kazan'                                                                       | Corea del Sud                                                                | 2 – 0                                                                        | Germania                                                                     | Mondiali 2018 - 1º turno                                                     | 1                                                                            |                                                                              |
| 7-9-2018                                                                     | Goyang                                                                       | Corea del Sud                                                                | 2 – 0                                                                        | Costa Rica                                                                   | Amichevole                                                                   | -                                                                            |                                                                              |
| 11-9-2018                                                                    | Suwon                                                                        | Corea del Sud                                                                | 0 – 0                                                                        | Cile                                                                         | Amichevole                                                                   | -                                                                            | 41’                                                                          |
| 12-10-2018                                                                   | Seul                                                                         | Corea del Sud                                                                | 2 – 1                                                                        | Uruguay                                                                      | Amichevole                                                                   | -                                                                            | 81’                                                                          |
| 16-10-2018                                                                   | Cheonan                                                                      | Corea del Sud                                                                | 2 – 2                                                                        | Panama                                                                       | Amichevole                                                                   | -                                                                            | 88’                                                                          |
| 17-11-2018                                                                   | Brisbane                                                                     | Australia                                                                    | 1 – 1                                                                        | Corea del Sud                                                                | Amichevole                                                                   | -                                                                            | cap.                                                                         |
| 20-11-2018                                                                   | Brisbane                                                                     | Uzbekistan                                                                   | 0 – 4                                                                        | Corea del Sud                                                                | Amichevole                                                                   | -                                                                            | cap. 63’                                                                     |
| 31-12-2018                                                                   | Abu Dhabi                                                                    | Arabia Saudita                                                               | 0 – 0                                                                        | Corea del Sud                                                                | Amichevole                                                                   | -                                                                            | cap.                                                                         |
| 7-1-2019                                                                     | Dubai                                                                        | Corea del Sud                                                                | 1 – 0                                                                        | Filippine                                                                    | Coppa d'Asia 2019 - 1º turno                                                 | -                                                                            | cap.                                                                         |
| 11-1-2019                                                                    | al-'Ayn                                                                      | Kirghizistan                                                                 | 0 – 1                                                                        | Corea del Sud                                                                | Coppa d'Asia 2019 - 1º turno                                                 | -                                                                            | cap.                                                                         |
| 16-1-2019                                                                    | Abu Dhabi                                                                    | Corea del Sud                                                                | 2 – 0                                                                        | Cina                                                                         | Coppa d'Asia 2019 - 1º turno                                                 | -                                                                            |                                                                              |
| 22-1-2019                                                                    | Dubai                                                                        | Corea del Sud                                                                | 2 – 1 dts                                                                    | Bahrein                                                                      | Coppa d'Asia 2019 - Ottavi di finale                                         | -                                                                            |                                                                              |
| 25-1-2019                                                                    | Abu Dhabi                                                                    | Corea del Sud                                                                | 0 – 1                                                                        | Qatar                                                                        | Coppa d'Asia 2019 - Quarti di finale                                         | -                                                                            |                                                                              |
| 26-3-2019                                                                    | Seul                                                                         | Corea del Sud                                                                | 2 – 1                                                                        | Colombia                                                                     | Amichevole                                                                   | -                                                                            |                                                                              |
| 7-6-2019                                                                     | Pusan                                                                        | Corea del Sud                                                                | 1 – 0                                                                        | Australia                                                                    | Amichevole                                                                   | -                                                                            |                                                                              |
| 11-6-2019                                                                    | Seul                                                                         | Corea del Sud                                                                | 1 – 1                                                                        | Iran                                                                         | Amichevole                                                                   | -                                                                            | 62’ (aut.)                                                                   |
| 5-9-2019                                                                     | Istanbul                                                                     | Georgia                                                                      | 2 – 2                                                                        | Corea del Sud                                                                | Amichevole                                                                   | -                                                                            | 46’                                                                          |
| 10-9-2019                                                                    | Aşgabat                                                                      | Turkmenistan                                                                 | 0 – 2                                                                        | Corea del Sud                                                                | Qual. Mondiali 2022                                                          | -                                                                            |                                                                              |
| 15-10-2019                                                                   | Pyongyang                                                                    | Corea del Nord                                                               | 0 – 0                                                                        | Corea del Sud                                                                | Qual. Mondiali 2022                                                          | -                                                                            | 55’                                                                          |
| 14-11-2019                                                                   | Beirut                                                                       | Libano                                                                       | 0 – 0                                                                        | Corea del Sud                                                                | Qual. Mondiali 2022                                                          | -                                                                            |                                                                              |
| 19-11-2019                                                                   | Abu Dhabi                                                                    | Brasile                                                                      | 3 – 0                                                                        | Corea del Sud                                                                | Amichevole                                                                   | -                                                                            |                                                                              |
| 15-12-2019                                                                   | Pusan                                                                        | Corea del Sud                                                                | 1 – 0                                                                        | Cina                                                                         | Coppa dell'Asia orientale 2019                                               | -                                                                            | cap.                                                                         |
| 18-12-2019                                                                   | Pusan                                                                        | Corea del Sud                                                                | 1 – 0                                                                        | Giappone                                                                     | Coppa dell'Asia orientale 2019                                               | -                                                                            | cap.                                                                         |
| 25-3-2021                                                                    | Yokohama                                                                     | Giappone                                                                     | 3 – 0                                                                        | Corea del Sud                                                                | Amichevole                                                                   | -                                                                            | cap.                                                                         |
| 5-6-2021                                                                     | Goyang                                                                       | Corea del Sud                                                                | 5 – 0                                                                        | Turkmenistan                                                                 | Qual. Mondiali 2022                                                          | 1                                                                            | 77’                                                                          |
| 13-6-2021                                                                    | Goyang                                                                       | Corea del Sud                                                                | 2 – 1                                                                        | Libano                                                                       | Qual. Mondiali 2022                                                          | -                                                                            |                                                                              |
| 2-9-2021                                                                     | Seul                                                                         | Corea del Sud                                                                | 0 – 0                                                                        | Iraq                                                                         | Qual. Mondiali 2022                                                          | -                                                                            |                                                                              |
| 7-9-2021                                                                     | Suwon                                                                        | Corea del Sud                                                                | 1 – 0                                                                        | Libano                                                                       | Qual. Mondiali 2022                                                          | -                                                                            |                                                                              |
| 7-10-2021                                                                    | Seul                                                                         | Corea del Sud                                                                | 2 – 1                                                                        | Siria                                                                        | Qual. Mondiali 2022                                                          | -                                                                            |                                                                              |
| 12-10-2021                                                                   | Teheran                                                                      | Iran                                                                         | 1 – 1                                                                        | Corea del Sud                                                                | Qual. Mondiali 2022                                                          | -                                                                            |                                                                              |
| 15-1-2022                                                                    | Aksu                                                                         | Islanda                                                                      | 1 – 5                                                                        | Corea del Sud                                                                | Amichevole                                                                   | -                                                                            | cap.                                                                         |
| 21-1-2022                                                                    | Boztepe                                                                      | Moldavia                                                                     | 0 – 4                                                                        | Corea del Sud                                                                | Amichevole                                                                   | -                                                                            | cap. 71’                                                                     |
| 27-1-2022                                                                    | Sidone                                                                       | Libano                                                                       | 0 – 1                                                                        | Corea del Sud                                                                | Qual. Mondiali 2022                                                          | -                                                                            | cap. 45+3’                                                                   |
| 1-2-2022                                                                     | Dubai                                                                        | Siria                                                                        | 0 – 2                                                                        | Corea del Sud                                                                | Qual. Mondiali 2022                                                          | -                                                                            | cap.                                                                         |
| 24-3-2022                                                                    | Seul                                                                         | Corea del Sud                                                                | 2 – 0                                                                        | Iran                                                                         | Qual. Mondiali 2022                                                          | 1                                                                            |                                                                              |
| 29-3-2022                                                                    | Dubai                                                                        | Emirati Arabi Uniti                                                          | 1 – 0                                                                        | Corea del Sud                                                                | Qual. Mondiali 2022                                                          | -                                                                            |                                                                              |
| 2-6-2022                                                                     | Seul                                                                         | Corea del Sud                                                                | 1 – 5                                                                        | Brasile                                                                      | Amichevole                                                                   | -                                                                            |                                                                              |
| 10-6-2022                                                                    | Suwon                                                                        | Corea del Sud                                                                | 2 – 2                                                                        | Paraguay                                                                     | Amichevole                                                                   | -                                                                            |                                                                              |
| 14-6-2022                                                                    | Seul                                                                         | Corea del Sud                                                                | 4 – 1                                                                        | Egitto                                                                       | Amichevole                                                                   | 1                                                                            |                                                                              |
| 23-9-2022                                                                    | Goyang                                                                       | Corea del Sud                                                                | 2 – 2                                                                        | Costa Rica                                                                   | Amichevole                                                                   | -                                                                            | 77’                                                                          |
| 11-11-2022                                                                   | Hwaseong                                                                     | Corea del Sud                                                                | 1 – 0                                                                        | Islanda                                                                      | Amichevole                                                                   | -                                                                            | cap.                                                                         |
| 24-11-2022                                                                   | Al Rayyan                                                                    | Uruguay                                                                      | 0 – 0                                                                        | Corea del Sud                                                                | Mondiali 2022 - 1º turno                                                     | -                                                                            |                                                                              |
| 28-11-2022                                                                   | Al Rayyan                                                                    | Corea del Sud                                                                | 2 – 3                                                                        | Ghana                                                                        | Mondiali 2022 - 1º turno                                                     | -                                                                            | 77’                                                                          |
| 2-12-2022                                                                    | Al Rayyan                                                                    | Corea del Sud                                                                | 2 – 1                                                                        | Portogallo                                                                   | Mondiali 2022 - 1º turno                                                     | 1                                                                            | 81’                                                                          |
| 5-12-2022                                                                    | Doha                                                                         | Brasile                                                                      | 4 – 1                                                                        | Corea del Sud                                                                | Mondiali 2022 - Ottavi di finale                                             | -                                                                            |                                                                              |
| 24-3-2023                                                                    | Ulsan                                                                        | Corea del Sud                                                                | 2 – 2                                                                        | Colombia                                                                     | Amichevole                                                                   | -                                                                            |                                                                              |
| 28-3-2023                                                                    | Seul                                                                         | Corea del Sud                                                                | 1 – 2                                                                        | Uruguay                                                                      | Amichevole                                                                   | -                                                                            |                                                                              |
| 17-10-2023                                                                   | Suwon                                                                        | Corea del Sud                                                                | 6 – 0                                                                        | Vietnam                                                                      | Amichevole                                                                   | -                                                                            | 46’                                                                          |
| 6-1-2024                                                                     | Abu Dhabi                                                                    | Iraq                                                                         | 0 – 1                                                                        | Corea del Sud                                                                | Amichevole                                                                   | -                                                                            | cap.                                                                         |
| 15-1-2024                                                                    | Doha                                                                         | Corea del Sud                                                                | 3 – 1                                                                        | Bahrein                                                                      | Coppa d'Asia 2023 - 1º turno                                                 | -                                                                            | 72’                                                                          |
| 25-1-2024                                                                    | Al Wakrah                                                                    | Corea del Sud                                                                | 3 – 3                                                                        | Malaysia                                                                     | Coppa d'Asia 2023 - 1º turno                                                 | -                                                                            |                                                                              |
| 30-1-2024                                                                    | Al Rayyan                                                                    | Arabia Saudita                                                               | 1 – 1 dts (2 – 4 dtr)                                                        | Corea del Sud                                                                | Coppa d'Asia 2023 - Ottavi di finale                                         | -                                                                            | 49’                                                                          |
| 2-2-2024                                                                     | Al Wakrah                                                                    | Australia                                                                    | 1 – 2 dts                                                                    | Corea del Sud                                                                | Coppa d'Asia 2023 - Quarti di finale                                         | -                                                                            |                                                                              |
| 6-2-2024                                                                     | Al Rayyan                                                                    | Giordania                                                                    | 2 – 0                                                                        | Corea del Sud                                                                | Coppa d'Asia 2023 - Semifinale                                               | -                                                                            |                                                                              |
| 21-3-2024                                                                    | Seul                                                                         | Corea del Sud                                                                | 1 – 1                                                                        | Thailandia                                                                   | Qual. Mondiali 2026                                                          | -                                                                            |                                                                              |
| 26-3-2024                                                                    | Bangkok                                                                      | Thailandia                                                                   | 0 – 3                                                                        | Corea del Sud                                                                | Qual. Mondiali 2026                                                          | -                                                                            |                                                                              |
| 5-9-2024                                                                     | Seul                                                                         | Corea del Sud                                                                | 0 – 0                                                                        | Palestina                                                                    | Qual. Mondiali 2026                                                          | -                                                                            |                                                                              |
| Totale                                                                       |                                                                              | Presenze (9º posto)                                                          | 112                                                                          |                                                                              | Reti                                                                         | 7                                                                            |                                                                              |

## Palmarès

### Club

#### Competizioni nazionali
- Campionato cinese: 6

Guangzhou Evergrande: 2012, 2013, 2014, 2015, 2016, 2017
- Coppa della Cina: 2

Guangzhou Evergrande: 2012, 2016
- Supercoppa di Cina: 3

Guangzhou Evergrande: 2016, 2017, 2018
- K League 1: 1

Ulsan Hyundai: 2024

#### Competizioni internazionali
- AFC Champions League: 2

Guangzhou Evergrande: 2013, 2015

### Nazionale
- Giochi asiatici: 1

2010
- Bronzo olimpico: 1

Londra 2012
- Coppa dell'Asia orientale: 2

2015, 2019